# Валле, Франко
Фра́нко Ва́лле (итал. Franco Valle, 15 февраля 1940, Генуя — 10 апреля 2003) — итальянский боксёр второй средней весовой категории. В середине 1960-х годов выступал за сборную Италии: бронзовый призёр летних Олимпийских игр в Токио, участник многих международных турниров и матчевых встреч. В период 1965—1966 боксировал на профессиональном уровне, но без особых достижений.

## Биография
Франко Валле родился 15 февраля 1940 года в городе Генуя, регион Лигурия. Активно заниматься боксом начал в раннем детстве, проходил подготовку в местном спортивном клубе Sportiva Pejo Mameli. Первого серьёзного успеха на ринге добился в 1964 году, когда во втором среднем весе выиграл две матчевые встречи со сборными Испании и Шотландии. Благодаря удачному выступлению на отборочных соревнованиях удостоился права защищать честь страны на летних Олимпийских играх в Токио — сумел дойти здесь до стадии полуфиналов, после чего единогласным решением судей проиграл немцу Эмилю Шульцу.
Получив бронзовую олимпийскую медаль, Валле решил попробовать себя среди профессионалов и покинул сборную. Его профессиональный дебют состоялся в феврале 1965 года, своего первого соперника уругвайца Хорхе Фиордельмондо он победил по очкам в шести раунда. Несмотря на многообещающее начало из трёх побед подряд, затем Франко Валле потерпел три поражения и принял решение завершить карьеру спортсмена.
Умер 10 апреля 2003 года.